# Céline Fremault
Céline Fremault (Ukkel, 26 december 1973) is een Belgische politica voor Les Engagés.

## Levensloop
Fremault volgde Latijn-Griekse humaniora aan het Institut de la Vierge Fidèle in Brussel en aan de Nederlandstalige school Regina Caeli in Dilbeek. In 1994 behaalde ze vervolgens het diploma van kandidaat in de rechten aan de Université Saint-Louis in Brussel. In 1997 promoveerde Fremault tot baccalaureus in de wijsbegeerte aan de Université Catholique de Louvain en aan dezelfde universiteit studeerde ze in 1998 af als licentiaat in de rechten, optie publiek recht. Van 1998 tot 2001 was assistent op het departement publiek recht van de faculteit rechten van de UCL, als medewerker van hoogleraar Francis Delperee, en nadien was ze van 2001 tot 2019 docente in het publiekrecht aan het Institut Cardijn, de hogeschool voor sociale opleiding in Louvain-la-Neuve.
Ze groeide op in een sterk geëngageerde familie en werd al op zeer jonge leeftijd aangetrokken tot de politiek. Van 1999 tot 2003 was Fremault universitair medewerker van de PSC- en vanaf 2002 de cdH-fractie in de Senaat, waar ze het beleid rond institutionele zaken opvolgde. Nadien was ze van 2003 tot 2004 medewerker op de politieke cel van het cdH. Als feministe zetelde Fremault van 2003 tot 2004 eveneens in de raad van bestuur van het Instituut voor de Gelijkheid van Vrouwen en Mannen. Van 2004 tot 2013 was ze voorzitter van Femmes cdH, de vrouwenafdeling van de partij, en van 2019 tot 2022 was ze nationaal vicevoorzitter van de partij.
In juni 2004 werd Fremault verkozen tot lid van het Brussels Hoofdstedelijk Parlement, waar ze zich ging toeleggen op huisvesting, ruimtelijke ordening, territoriale ontwikkeling, financiën en gelijke kansen en van 2010 tot 2013 fractievoorzitter was voor haar partij. Daarnaast zetelde ze van 2007 tot 2010 in het Parlement van de Franse Gemeenschap, waar ze zitting had in de commissie Hoger Onderwijs en het adviescomité voor gelijke kansen tussen mannen en vrouwen, en zetelde ze van 2009 tot 2010 als gemeenschapssenator in de Senaat. Daar was ze lid van de commissies Buitenlandse Betrekkingen en Landsverdediging en Justitie en het adviescomité voor gelijke kansen tussen vrouwen en mannen.
Op 8 maart 2013 volgde Fremault Benoît Cerexhe op als Brussels minister van Tewerkstelling, Economie, Buitenlandse Handel en Wetenschappelijk Onderzoek in de regering-Vervoort I, een mandaat dat ze behield tot 20 juli 2014. Op deze datum kreeg ze de ministerpost Leefmilieu, Energie, Waterbeleid, Stadsvernieuwing, Brandbestrijding en Dringende Medische Hulp en Huisvesting in de Brusselse regering-Vervoort II, wat ze bleef tot en met 18 juli 2019.
Na de Belgische federale verkiezingen van mei 2014 zetelde Fremault voor korte tijd in de Kamer van volksvertegenwoordigers. Bij de Brusselse gewestverkiezingen van mei 2019 werd Fremault als lijsttrekker opnieuw verkozen in het Brussels Hoofdstedelijk Parlement. Van 2019 tot 2020 was ze er secretaris en van 2020 tot 2024 voorzitter van de cdH- en vanaf 2022 de Les Engagés-fractie. 
Voorts werd Fremault actief in de gemeentepolitiek van Ukkel. Van december 2006 tot juni 2024 was ze er gemeenteraadslid en van 2012 tot 2013 was ze schepen van Gezin, Kinderdagverblijven, Gezondheid en Gelijke Kansen. Na haar benoeming tot minister bleef Fremault tot eind 2018 titelvoerend schepen van Ukkel.

### Na de politiek
In mei 2022 liet Fremault weten geen kandidaat meer te zijn bij de verkiezingen van juni 2024 en nadien de politiek te verlaten.
In november 2023 werd ze voorgedragen als secretaris-generaal van de pas opgerichte Fondation Saint-Louis, een stichting die zich richt op het begeleiden van studenten, moderniseren van gebouwen en ondersteunen van de kwaliteit van onderwijs en onderzoek. In juni 2024 nam ze deze functie officieel op.
In januari 2024 werd Fremault eveneens bestuurder van de Koning Boudewijnstichting.

### Geluidsnormen
Eind 2016 veroorzaakte Fremault heel wat ophef toen ze verklaarde om vanaf 1 januari 2017 de overschrijdingen van de nieuwe, strengere Brusselse geluidsnormen door (vracht)vliegtuigen van en naar de luchthaven van Zaventem te bestraffen met boetes van 5.000 tot 10.000 euro per vlucht. Niet alleen de Vlaamse Regering, die intussen al tweemaal een belangenconflict had ingediend, maar ook werkgeversorganisaties zoals Air Cargo Belgium (de koepel van de Brusselse cargomaatschappijen), vakbonden en Vlaams-nationalisten reageerden erg verontwaardigd op het invoeren van deze absolute nultolerantie. Zij verweten Fremault een onverantwoorde politieke, communautaire profileringsdrang ten koste van de rechtszekerheid en de tewerkstelling op Brucargo. Volgens hen zouden in totaal zo'n 1.200 directe en nog eens 2.400 indirecte jobs op de helling komen te staan. 
Omwille van haar hardnekkige optreden werd Fremault in Vlaanderen ook wel de nieuwe 'Madame Non' genoemd, een verwijzing naar haar partijgenote Joëlle Milquet.